# Український НДІ Близького Сходу
Український науково-дослідний інститут Близького Сходу (до вересня 1931 — Інститут сходознавства) — науково-дослідна установа в системі Наркомосу УСРР. Створений 1 січня 1930 у Харкові. Здійснював дослідження історико-етнологічних взаємозв'язків української культури з культурами східних народів та підготовку кадрів для науково-дослідної і педагогічної роботи, а також для обслуговування державних органів. Організатором інституту був О.Гладстерн. Директором інституту був призначений О.Полоцький. Інститут складався з секторів Близького, Середнього, Далекого та Радянського Сходу і кафедр політики й економіки, права, історії мовознавства й літератури, матеріальної культури. В лютому 1930 до інституту було приєднано секцію сходознавства кафедри світового господарства при Одеському інституті народного господарства. Після реорганізації у вересні 1931 інститут отримав назву – Український НДІ Близького Сходу. Основними його секторами відтоді були турецький та перський. Водночас звузилося коло досліджуваних тем, почався пошук ідеологічних ворогів.
1932 після арешту О.Полоцького директором інституту призначено М.Любченка. У вересні цього самого року інститут увійшов до складу Всеукраїнської асоціації марксистсько-ленінських інститутів під головуванням Л.Величка. Перебування в складі асоціації, безпосередньо підпорядкованої ЦК КП(б)У, призвело до відвертої політизації проблематики досліджень. 9 грудня 1933 інститут припинив своє існування, увійшовши до новоствореного Аграрно-економічного інституту.